# Mattias Boström
Mattias Boström, född 3 juni 1971, är en svensk författare, förlagsman och Sherlock Holmes-expert.
Mattias Boström drev under andra hälften av 1990-talet Boströms förlag i Lund och introducerade bland andra författare som Michael Connelly, Stephen Fry, och Ian Rankin på svenska. Sitt kunnande om Sherlock Holmes har han visat i ett antal olika media, skrifter och artiklar. I januari 2007 valdes han in i den exklusiva amerikanska Sherlock Holmes-föreningen The Baker Street Irregulars. Han har även varit verksam som ståuppkomiker och översättare.